# Emil Würmli
Emil Würmli (* 3. März 1920 in Gommiswald; † 6. November 2007 in Basel) war ein Schweizer Militärtrompeter, Dirigent, Musikverleger und Komponist.
Seine bedeutendste Eigenkomposition ist der Marsch „Ein frohes Wiedersehen“. Nach eigener Darstellung komponierte er diese Melodie während seiner Arbeitszeit als Grenzwächter.

## Lebenslauf
Aufgewachsen im Gommiswald, erlernte Emil Würmli erst das Akkordeon- und dann das Trompetenspiel. Dank seinem Vater, der als Dirigent des Musikvereins „Alpenrösli“ amtierte, durfte er schon als Jugendlicher dort mitspielen. Nach erfüllter Schulpflicht erlernte er den Beruf des Coiffeurs. Die Rekrutenschule absolvierte er als Trompeter. 1939 komponierte er den Marsch für das Gebirgsschützenbataillon 8. Auf zweitem Bildungsweg liess er sich ab 1944 in Liestal zum Grenzwächter ausbilden. Seit 1946 war in Diensten der Polizei, zuletzt war er als Detektiv-Korporal bei der Jugendstaatsanwaltschaft Basel-Stadt tätig. Seine musikalische Laufbahn führte ihn in verschiedene Musikvereine und Blaskapellen, die er teils auch dirigierte. Insgesamt verfasste Würmli mehr als 140 Kompositionen.
Als Trompeter spielte er in der Stadtmusik Basel, in der Zoll- und Polizeimusik und er war Mitgründer der Kapelle Rhybuebe.
Würmli wurde 1982 von der Schallplattenfirma TellRecord der Goldene Teil verliehen und das Schweizer Fernsehen zeichnete ihn 1990 mit dem Prix Teil aus.
Seit 1945 war Würmli mit Lisa Fürer († 7. Februar 2007) verheiratet und seit 1952 war er in Riehen wohnhaft.

## Werke (Auswahl)
- Marsch für das Gebirgsschützenbataillon 8, 1939
- Lineli-Walzer
- Heimweh-Walzer
- Ein frohes Wiedersehen, Marsch, 1956[1][3]
- Im Hugenwald, op. 62, 1960[2]
- Bundesrat Christoph Blocher Marsch (Durch dick und dünn), op. 63, UA am 31. Juli 2005[2]
- Basler Bebbi Marsch, op. 64, 1961[2]
- Riehen Marsch[2]
- Im Riechemer Moostäli Walzer[2]
- Riechemer Chrisi Ländler-Walzer[2]
- Im Adler z'Gommiswald[2]
- Uf dr Basler Pfalz[2]
- Basler Polizeischützen Marsch[2]
- Schafisheimer Jubiläumsmarsch, op. 124[2]